# 포드 에어로스타
포드 에어로스타는 미국의 자동차 회사인 포드에서 제작했던 승합차이다. 1986년부터 1997년까지 생산된 승합차이다.

## 설명
포드 에어로스타는 중형급의 크기를 가진 차종으로 대한민국에선 현대 스타렉스와 동일한 위치에 있는 차종이다. 주로 9인승, 12인승 승합차와 3인승, 6인승의 화물용 승합차로 판매되었다. 기본적으로 후륜구동으로 운행되는 승합차이며 몇몇 차종은 후륜구동을 기반으로 한 4륜구동의 차량도 있어 오프로드가 가능하고 눈길에서 주행성이 더 좋다. 1986년에 처음 출시된 이후로 1992년에 한번 페이스리프트를 거쳤으며 1997년에 후속 차종인 포드 윈드스타에게 자리를 물려주고 단종되었다.

## 같이 보기
- 포드
- 승합차